# Gustav Schreck
Gustav Ernst Schreck (Zeulenroda-Triebes, 8 settembre 1848 – Lipsia, 22 gennaio 1918) è stato un compositore e docente tedesco.

## Biografia
È stato Thomaskantor del Coro della chiesa di San Tommaso di Lipsia dal 1893 al 1918, e X Thomaskantor dopo Johann Sebastian Bach.

## Opere principali

### Oratori
- "König Fjalar", "Christus, der Auferstandene"
- Der dreizehnte Psalm. Herr, o Herr, wie lange!
  - I. Klage. Herr, wie lange willst du mein sogar vergessen?.
  - II. Bitte. Erleuchte meine Augen
  - III.Zuversicht.Ich aber hoffe darauf
- Der dreiundzwanzigste Psalm. Der Herr ist mein Hirte  per alto solo e coro a quattro voci
- Herr sei mir gnädig. nach Worten aus dem 25. Psaume per solisti e coro a quattro voci
- Tröste uns, Gott, unser Heiland (Psalm 85, Vers 5-8) per quattro solisti e coro a quattro voci
- Wie soll ich dich empfangen. Adventsmotette
- Gott mit uns. In Gottes Namen fahren wir per coro da quattro a cinque voci
- Der Tag nimmt ab. per coro a sette voci

### Musica da camera
- Sonata op.9 per fagotto e pianoforte
- Sonate op.13 pour hautbois et clavier